# Rosabel Espinosa de la Casa

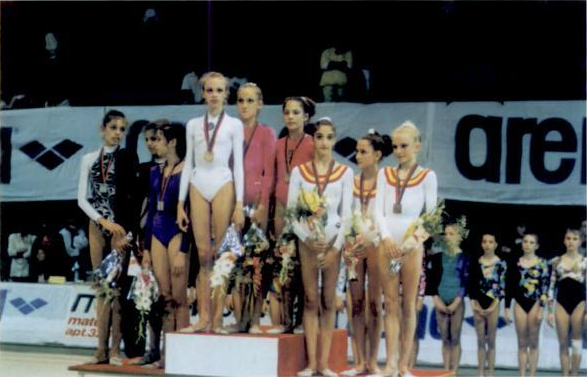
Espinosa (tercer graó, al centre) amb el bronze per equips en l'Europeu Júnior de Lisboa (1991).

Rosabel Espinosa de la Casa (Alacant, 18 de maig de 1976) és una exgimnasta rítmica valenciana que va ser component de la selecció de gimnàstica rítmica d'Espanya en modalitat individual. Va ser campiona d'Espanya en categoria d'honor en 1992.
El març de 1992, ja a l'equip sènior, va participar en el torneig de Louvain-la-Neuve, on va aconseguir l'or en la general i en maces, la plata en cèrcol, i el bronze en corda i pilota. Al juny va ser medalla de bronze en la competició per equips del Campionat d'Europa de Stuttgart, al costat de Carmen Acedo i Carolina Pascual. En aquest mateix campionat va acabar 17ª en els preliminars del concurs general. No va participar en la final en permetre's en la mateixa únicament dos gimnastes per país com a màxim. A més, Espinosa va ser campiona d'Espanya en categoria d'honor en 1992, títol assolit ex aequo amb Noelia Fernández. L'abril del 1993, va ser 15ª en el torneig Cassa di Risparmio. El novembre de 1993, va acudir al Campionat Mundial d'Alacant, on va ser 4ª en la competició per equips al costat de Carmen Acedo, Amaya Cardeñoso i Carolina Pascual. Va actuar únicament amb l'exercici de corda, acabant en el lloc 119 de la classificació general, i va aconseguir la 5a plaça en la final de corda.
Es va retirar en 1993. Posteriorment es va diplomar en Magisteri d'Educació Física, treballant com a mestra en un col·legi de Rojals, i es va treure el títol d'Entrenadora Nacional de Gimnàstica Rítmica. En l'actualitat és entrenadora en el Club ECA d'Alacant.